# Guarding the Globe
Guarding the Globe è un fumetto statunitense pubblicato da Image Comics, creato da Robert Kirkman e ambientato nell'Image Universe. È uno spin-off di Invincible e un sequel di Brit, che segue Brit mentre forma una nuova incarnazione dei Guardiani del Globo, il titolo è stato annunciato verso la fine del 2012, con il primo volume, 'Guarding the Globe: Under Siege, scritto da Benito Cereno (da uno sceneggiatura di Kirkman) e illustrato da Ransom Getty e Kris Anka, pubblicato in sei numeri da agosto 2010 a ottobre 2011. Seguì un secondo volume: Guarding the Globe: Hard to Kill, scritto da Phil Hester e illustrato da Todd Nauck, e pubblicato per sei numeri da settembre 2012 a febbraio 2013.
La serie ha ricevuto un'accoglienza generalmente positiva dalla critica.

## Trama

### Sotto assedio
Con Invincible nello spazio a combattere nella guerra viltrumita, l'anziano supereroe Brit deve reclutare un nuovo roster internazionale di Guardiani del globo per proteggere la Terra in sua assenza, la nuova squadra si riunisce giusto in tempo per combattere "L'Ordine", un nuovo gruppo di supercriminali.

### Difficile da uccidere
Mentre i nuovi Guardiani del Globo tornano in servizio attivo in diverse missioni in tutto il mondo, Brit affronta problemi familiari a casa, mentre uno dei gemelli Mauler ritorna (un clone sopravvissuto prima che i due venissero uccisi da Oliver Grayson), cercando di diffondere la sua genetica in tutto il mondo.